# Challenger de Busan 2013
El torneo Busan Open Challenger Tennis 2013 es un torneo profesional de tenis. Pertenece al ATP Challenger Series 2013. Se disputó su 12.ª edición sobre pistas duras, en Busan, Corea del Sur entre el 13 y el 19 de mayo de 2013.

## Jugadores participantes del cuadro de individuales

### Cabezas de serie
| País                    | Jugador            | Rank1 | Favorito |
| Bandera de China Taipéi | Yen-Hsun Lu        | 71    | 1        |
| Bandera de Eslovaquia   | Lukáš Lacko        | 73    | 2        |
| Bandera de Israel       | Dudi Sela          | 107   | 13       |
| Bandera de Rusia        | Alex Bogomolov Jr. | 111   | 4        |
| Bandera de Japón        | Go Soeda           | 114   | 5        |
| Bandera de Japón        | Tatsuma Ito        | 122   | 6        |
| Bandera de Australia    | Matthew Ebden      | 134   | 7        |
| Bandera de Japón        | Yūichi Sugita      | 138   | 8        |
| ----------------------- | ------------------ | ----- | -------- |

- 1 Se ha tomado en cuenta el ranking del 6 de mayo de 2013.

### Otros participantes
Los siguientes jugadores recibieron una invitación (wild card), por lo tanto ingresan directamente al cuadro principal:
- Chung Hy-Eon
- Lee Duck-Hee
- Lim Yong-Kyu
- Nam Ji-Sung

Los siguientes jugadores ingresan al cuadro principal tras disputar el cuadro clasificatorio:
- Laurynas Grigelis
- Yuichi Ito
- Dane Propoggia
- Jose Rubin Statham

## Jugadores participantes en el cuadro de dobles

### Cabezas de serie
| País                 | Jugador            | País                 | Jugador            | Rank1 | Favorito |
| Bandera de Tailandia | Sanchai Ratiwatana | Bandera de Tailandia | Sonchat Ratiwatana | 150   | 1        |
| Bandera de la India  | Purav Raja         | Bandera de la India  | Divij Sharan       | 217   | 2        |
| Bandera de Austria   | Philipp Oswald     | Bandera de Suecia    | Andreas Siljestrom | 238   | 3        |
| Bandera de Sudáfrica | Rik de Voest       | Bandera de Australia | Chris Guccione     | 238   | 4        |
| -------------------- | ------------------ | -------------------- | ------------------ | ----- | -------- |

- 1 Se ha tomado en cuenta el ranking del 6 de mayo de 2013.

### Otros participantes
Los siguientes jugadores recibieron una invitación (wild card), por lo tanto ingresan directamente al cuadro principal:
- Chung Hye-on /  Nam Ji-sung
- Im Kyu-tae /  Lee Hyung-taik
- Jeong Suk-young /  Lim Yong-kyu

## Campeones

### Individual Masculino
- Dudi Sela derrotó en la final a  Alex Bogomolov, Jr.

### Dobles Masculino
- Tsung-Hua Yang  /  Hsien-Yin Peng  derrotaron en la final a  Suk-Young Jeong  /  Yong-Kiu Lim

- Datos: Q13212092